# Scleria annularis
Scleria annularis är en halvgräsart som beskrevs av Ernst Gottlieb von Steudel. Scleria annularis ingår i släktet Scleria och familjen halvgräs. Inga underarter finns listade i Catalogue of Life.